# The James Dean Story
The James Dean Story is een Amerikaanse documentaire uit 1957 onder regie van Robert Altman.

## Verhaal
Door middel van archiefbeelden en geschrapte scènes uit de film East of Eden wordt getracht om een beeld te schetsen van de Amerikaanse acteur James Dean.

## Rolverdeling
- Martin Gabel: Verteller